# La Panne
Pour les articles homonymes, voir Panne.
La Panne (nom officiel en français, en néerlandais De Panne) est une commune néerlandophone de Belgique située en Région flamande dans la province de Flandre-Occidentale.
Elle a été créée le 1er janvier 1977 par la fusion des anciennes communes de La Panne et d'Adinkerque.
C'est une station balnéaire, située sur la mer du Nord. Elle est appréciée par les touristes, entre autres, pour sa grande plage dont la largeur atteint par endroits 250 m à marée basse, sa longue digue commerçante, et pour la proximité du parc naturel du Westhoek. Le char à voile y est beaucoup pratiqué.
Cette commune est la localité la plus occidentale de la Belgique sur la mer du Nord avant la frontière française.

## Toponymie
La Panne tire son nom de celui des zones inter-dunaires humides, également appelées pannes.

## Géographie

### Sections de la commune
| # | Section    | Superf. (km2) | Habitants (2020) | Habitants par km2 | Code INS |
| - | ---------- | ------------- | ---------------- | ----------------- | -------- |
| 1 | La Panne   | 9,26          | 8 055            | 870               | 38008A   |
| 2 | Adinkerque | 14,76         | 3 087            | 209               | 38008B   |

### Dunes
La Panne possède un tiers de toutes les dunes du littoral belge. Celles-ci sont considérées comme les plus belles de la mer du Nord. Aux portes de la station, la réserve naturelle du Westhoek dévoile 340 hectares de dunes, à parcourir sur dix kilomètres de sentiers.
Les dunes se subdivisent, à La Panne, en plusieurs groupes :
- le Westhoek, qui reprend le nom de la réserve naturelle dans son ensemble et qui se situe dans la plaine sablonneuse surnommée « Le Sahara flamand »[3]. Cette plaine a déjà servi de décor à de nombreux films dont Franz avec Jacques Brel.
- le Zwarte Hoek, une zone d'environ 20 hectares[4],
- les dunes du domaine Cabour[5],
- le Garzebekeveld[6],
- les dunes de l'Oosthoek qui couvrent une surface de 80 hectares[7], et
- les dunes de l'Houtsaeger[8].

La plage de la Panne est une des plus larges de la côte belge[réf. souhaitée]. Elle est longue de 5 km et n'a pas de brise-lames.

### Hydrographie
Au sud, à Adinkerque, se trouvent les étangs Markey.
La Panne est limitrophe des communes suivantes :

### Transports

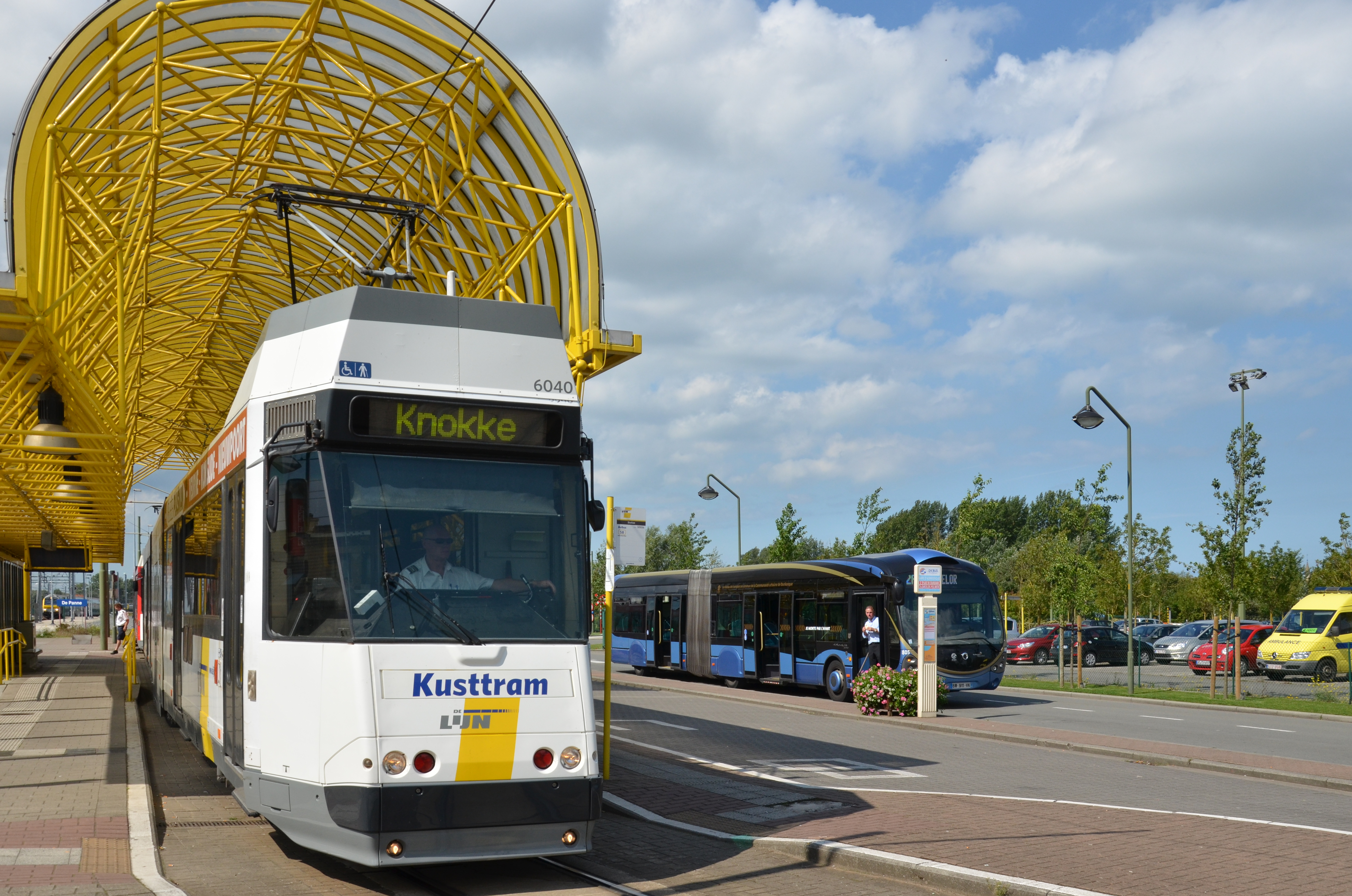
Intermodalité à la gare de La Panne avec le Tramway de la côte belge et un bus du réseau de Dunkerque.

La Panne est desservie par le tramway de la côte belge appelé en néerlandais « De Kusttram » (Le tram du littoral) qui parcourt 70 km jusqu'à Knokke-Heist, à la limite de la frontière des Pays-Bas.
Son terminus à la gare de La Panne assure l'interconnexion avec la ligne de chemin de fer n° 73 (Gand-Saint-Pierre – Deinze - Lichtervelde - Dixmude - Furnes – La Panne) ainsi qu'avec la ligne 20 (Leffrinckoucke – Zuydcoote – Bray-Dunes – La Panne) des transports en commun de Dunkerque.

### Faune et flore

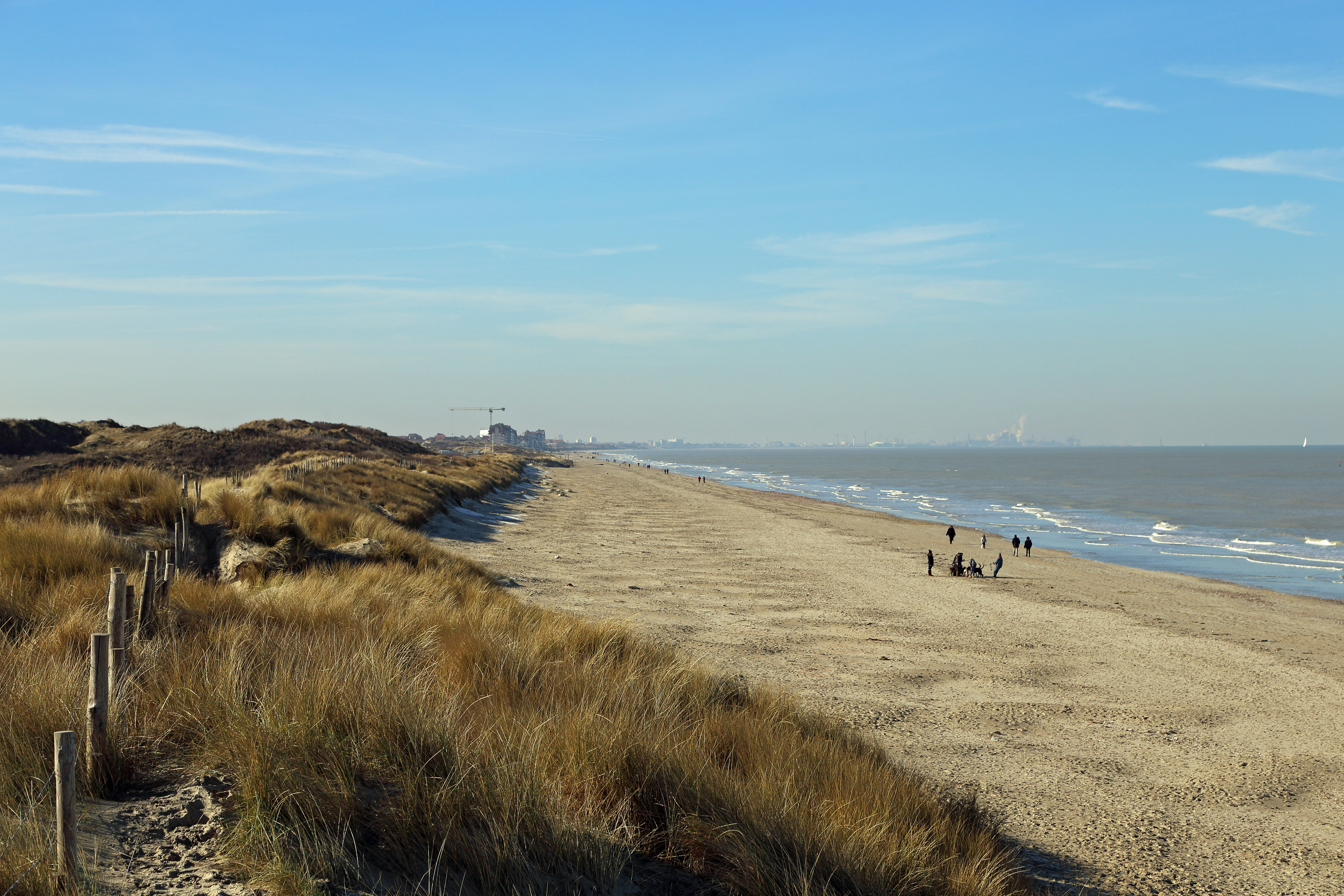
Les dunes et la plage.

Les domaines naturels y sont nombreux et étendus : 340 ha pour la réserve naturelle du « Westhoek », 61 ha pour la réserve communale de l' « Oosthoek », 45 ha pour le « Calmeynbos » et 100 ha pour le domaine de « Cabour ».
On peut notamment visiter « le Sahara », une promenade « dunière » de 400 m de large, où on trouve des dunes à différents stades de formation.
On y rencontre de nombreux animaux comme l’hermine, la martre, le petit-duc, le crapaud, le triton et bien entendu, le lapin.

### Climat
Les intersaisons sont particulières :
- Au printemps, en temps normal, les températures doivent grimper assez vite jusqu'en été mais La Panne diffère du fait de sa localisation en bord de mer, sa température dégage des gaz qui font baisser légèrement la température de l'air car tout l'hiver, la mer a stocké le froid. En résumé, la température grimpe moins vite que les villes les plus éloignées de la mer.
- En automne les températures font le contraire, elles chutent jusqu'en hiver. C'est le mois de novembre qui subit tout de même la plus grande chute (4 à 5 degrés en moins par rapport au mois d'octobre). En résumé, la température à La Panne baisse moins vite que les villes éloignées de la mer car, en plaine et sans la présence de la mer, la température chute plus vite.

Les précipitations sont abondantes toute l'année. La moyenne annuelle des précipitations est de 654 mm, le mois le plus pluvieux est août (71 mm) et le moins pluvieux avril (36 mm).

## Histoire
La Panne est un lieu peuplé de longue date puisqu'on y a retrouvé des vestiges d'habitats protohistoriques, romains et post-romains. Peuvent être cités à ce titre des bronzes d'Hadrien, Marc-Aurèle, denier d'argent de Postume, Sévère Alexandre, Commode, ainsi que des monnaies des Ambiani, piécettes anglo-saxonnes (VIe au VIIIe siècle, p.J. C.), un denier mérovingien en argent.
C'est à La Panne que le premier roi des Belges, Léopold Ier de Belgique, mit le pied sur « ses » terres le 17 juillet 1831. Un monument commémore cet évènement devant l'esplanade qui porte son nom.

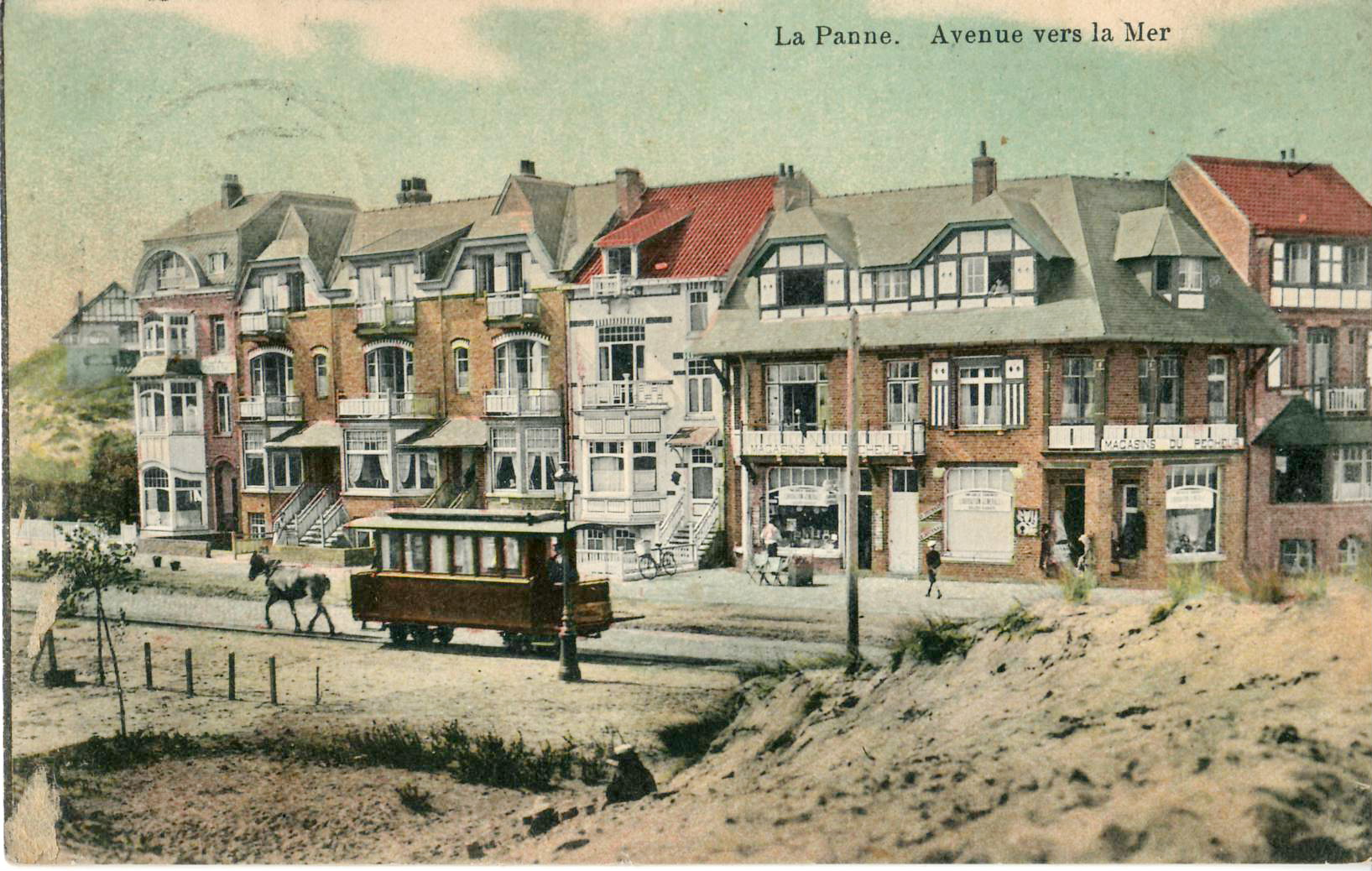
La station balnéaire, desservie par un tramway tracté par un cheval, au début du XX.

C'est également à La Panne que le roi Albert Ier de Belgique séjourna durant la Première Guerre mondiale, après que l’armée belge se fut retranchée derrière l’Yser, le 15 octobre 1914, et que l'Allemagne eut pris possession de la quasi-totalité du territoire belge.
C'est également à La Panne que se trouvait pendant la Grande Guerre l'hôpital militaire dit « Ambulance de l'Océan » dirigé par le Dr Antoine Depage.
Le peintre Albert Besnard, alors directeur de l'Académie de France à Rome, fit en novembre 1916 le voyage pour exécuter la commande du portrait du roi et de la reine des Belges.
En 1917, le couple royal se réfugie dans le château voisin de Sainte-Flore, où il recevra notamment les visites de Raymond Poincaré, et des généraux Pétain et Joffre.

## Politique et administration

### Administration municipale
| Période | Période  | Identité             | Étiquette | Qualité |
| ------- | -------- | -------------------- | --------- | ------- |
| 1911    | 1932     | Ernest d'Arripe      |           |         |
| 1933    | 1936     | Abel De Wulf         |           |         |
| 1938    | 1938     | Jozef Van Bellinghen |           |         |
| 1939    | 1942     | Leon Demailly        |           |         |
| 1942    | 1944     | Karel Charlet        |           |         |
| 1944    | 1947     | Leon Demailly        |           |         |
| 1947    | 1964     | Honore Oscar Gevaert |           |         |
| 1965    | 1982     | Raphaël Versteele    |           |         |
| 1982    | 1988     | Gilbert Bossuyt      |           |         |
| 1989    | 1994     | Johan Degrieck       |           |         |
| 1995    | 2007     | Willy Vanheste       |           |         |
| 2008    | 2012     | Robert Butsraen      |           |         |
| 2013    | 2018     | Ann Vanheste         | sp.a      |         |
| 2018    | En cours | Bram Degrieck        | Plan B    |         |

### Jumelages
- Sainte-Adresse (France)
- Hlohovec (Slovaquie)
- Bray-Dunes (France)

## Démographie

### Évolution démographique: Avant la fusion des communes
- Sources : INS, Rem. : 1831 jusqu'en 1970 = recensements, 1976 = nombre d'habitants au 31 décembre[12].
- La Panne ne fut érigée en tant que commune à part entière en 1911, auparavant c`était un hameau faisant partie de la commune d'Adinkerque.

### Évolution démographique: Commune fusionnée
En tenant compte des anciennes communes entraînées dans la fusion de communes de 1977, on peut dresser l'évolution suivante :
- Source : DGS - De 1831 à 1981 = recensement de la population au 31 décembre ; depuis 1990 = population au 1er janvier[13]

## Culte
La ville de La Panne compte plusieurs églises : l'église Notre-Dame de Fatima, l'église Saint-Audomar, l'église Saint-Pierre.
Par ailleurs, la ville compte quatre cimetières : le cimetière militaire anglais d'Adinkerque, le cimetière de l'église Saint-Audomar, le cimetière militaire belge d'Adinkerque, le cimetière militaire belge de La Panne et son pendant civil.

## Économie
La Panne est d'abord un lieu de villégiature dont l'activité principale est le tourisme en raison de sa proximité avec la côte et le parc d'attractions Plopsaland De Panne (anciennement Meli Park).

## Culture et patrimoine

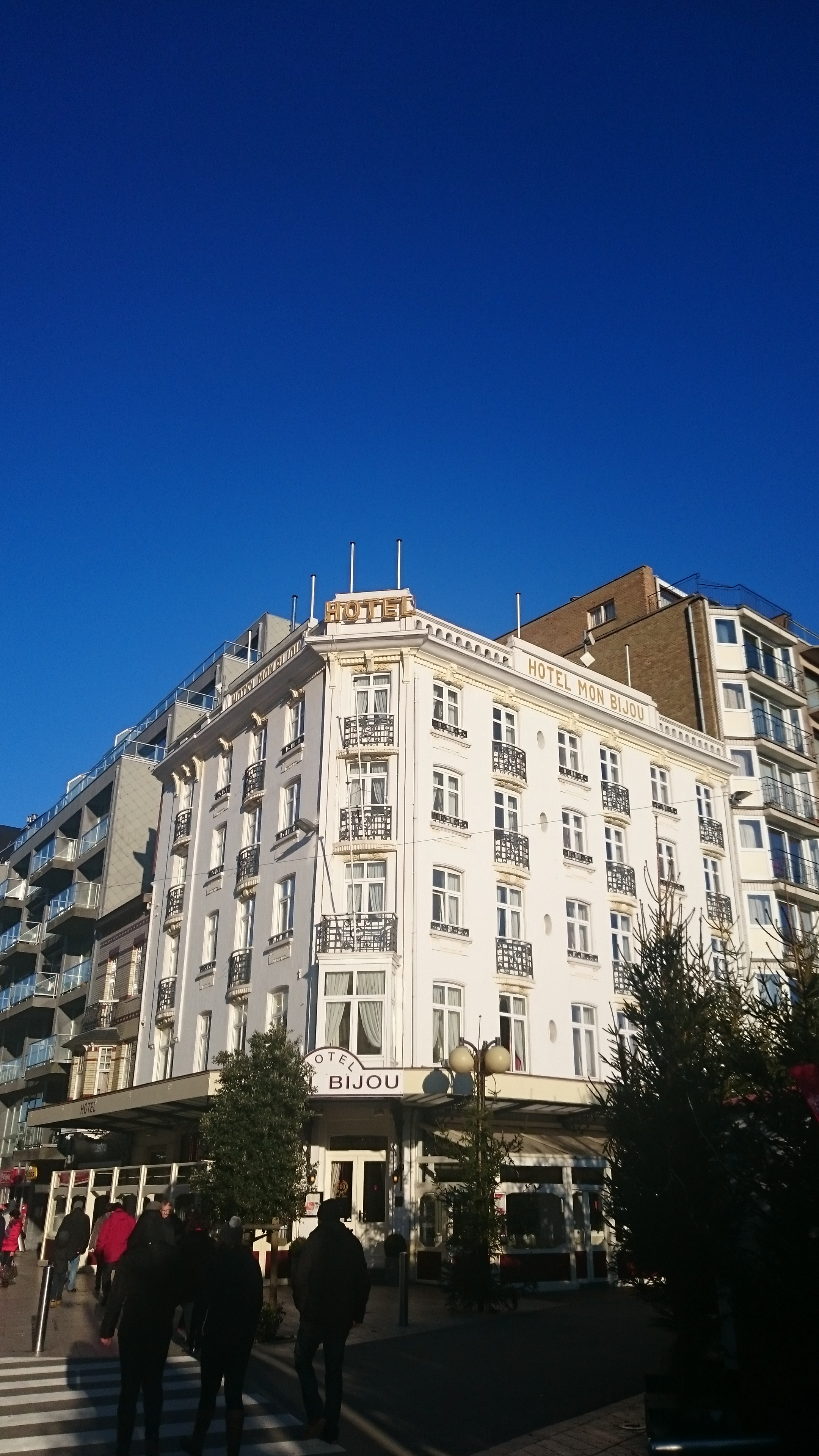
Hôtel Mon Bijou de La Panne (monument historique).

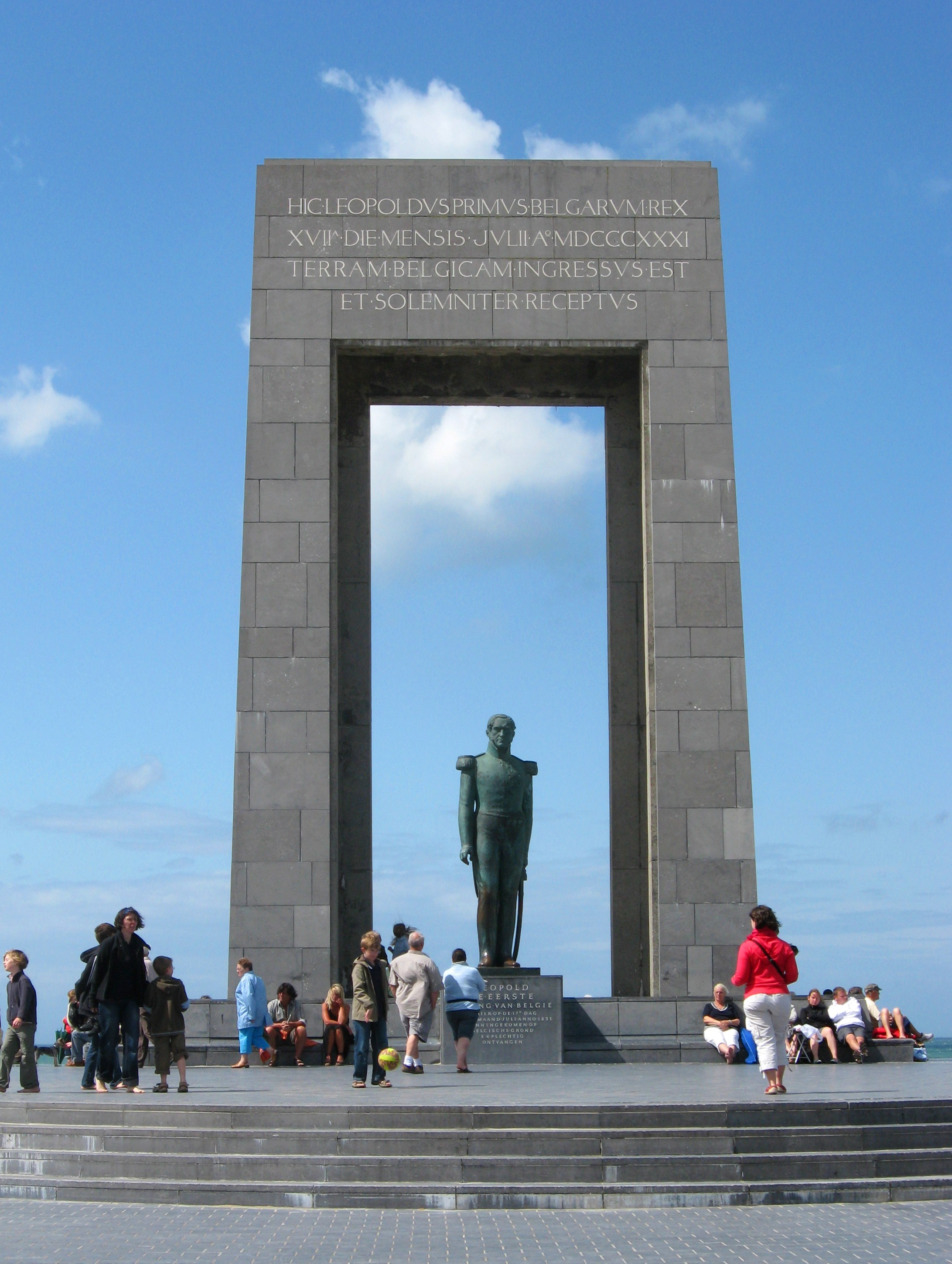
Monument à Léopold I^{er}.

### Monuments et lieux touristiques

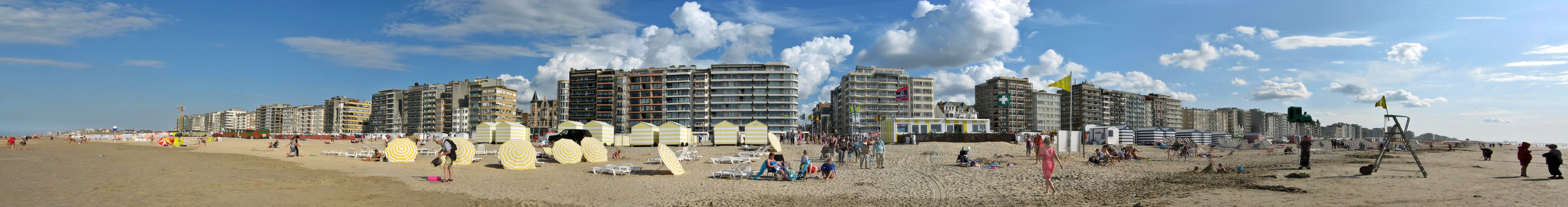
Image panoramique de la plage de La Panne.

- Le quartier Dumont, du nom des architectes Albert Dumont et son fils, Alexis Dumont, comprend environ 500 villas de la fin du XIXe et du début du XXe siècle. Elles ont pour beaucoup été construites entre 1882, lorsqu'un riche propriétaire terrien bruxellois, M. Calmeyn, commande plusieurs villas à Albert Dumont, et 1914, date du début de la Première Guerre mondiale.
- Le monument dédié au roi Léopold Ier.
- L'hôtel Mon Bijou.

### Manifestations et évènements

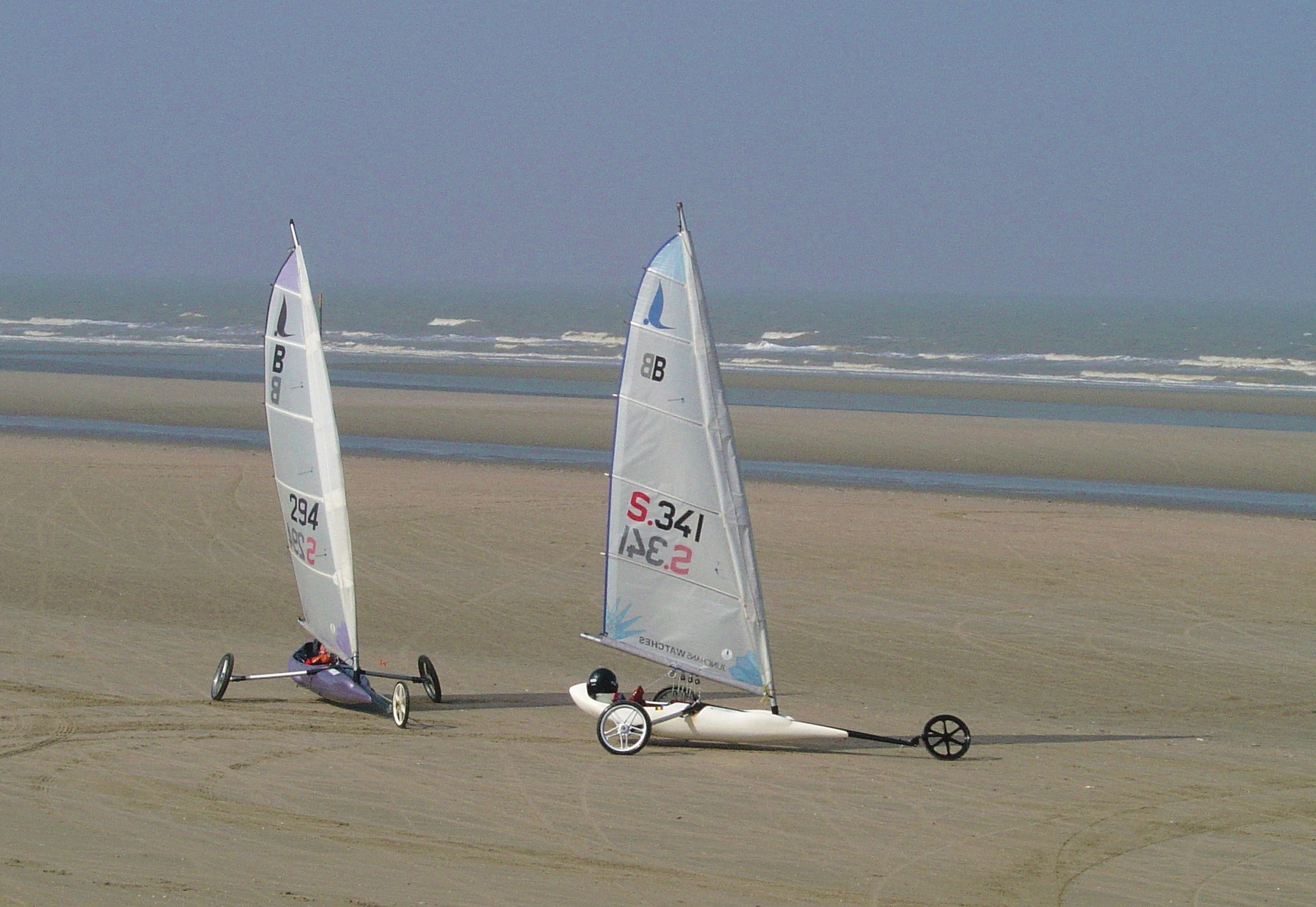
Chars à voile sur la plage.

Une course de chars à voile est un événement connu internationalement. Elle a lieu chaque année au mois de septembre. La toute première course de chars à voile ayant été organisée sur la longue plage de la Panne date du début du XIXe siècle.
Au printemps, se déroule également une course cycliste appelée les « Trois Jours de La Panne ».
Fin novembre ou début décembre se déroule la Beach Endurance : une course cycliste sur sable d'une cinquantaine de kilomètres.

### Héraldique
|  | La commune possède des armoiries qui lui ont été octroyées le 11 juin 1991. La Panne est devenue une commune indépendante en 1911 après sa séparation d'avec Adinkerque. Comme La Panne se développait plus vite, Adinkerque a été fusionnée avec La Panne en 1977 et le nom de La Panne lui a été acquis. Adinkerque a une histoire territoriale compliquée. Ce n'était pas un territoire séparé, mais il y avait 35 petits territoires sur son territoire. Quatre d'entre eux avaient des pouvoirs judiciaires supérieurs, le plus important étant le Hof Marienhove. Les trois losanges sont issus des armoiries de la famille Cambdry, qui possédait le Marienhove de 1694 à 1753. Tout le territoire était une partie de la région de Furnes (Kasselrij van Veurne) et le lion de Furnes a été ajouté comme deuxième élément. Blasonnement : Partie ; au premier d'azur à trois losanges d'or (Adinkerque) ; au 2 d'argent au lion de sinople. Source du blasonnement : Heraldy of the World. |

|  | Armoiries de La Panne avant 1977 |

|  | La commune d'Adinkerque possédait des armoiries qui ne semblent pas lui avoir été octroyées officiellement. Elles sont identiques à celles de la famille des seigneurs de Cambry de Beaudimont. La famille a possédé des terres dans la région d'Adinkerque pendant un certain temps. Le pourquoi du choix de ces armoiries n'est pas clair, beaucoup d'autres familles possédant des terres pendant une période bien plus longue que cette famille. Source du blasonnement : Heraldy of the World. |

### Personnes liées à la commune

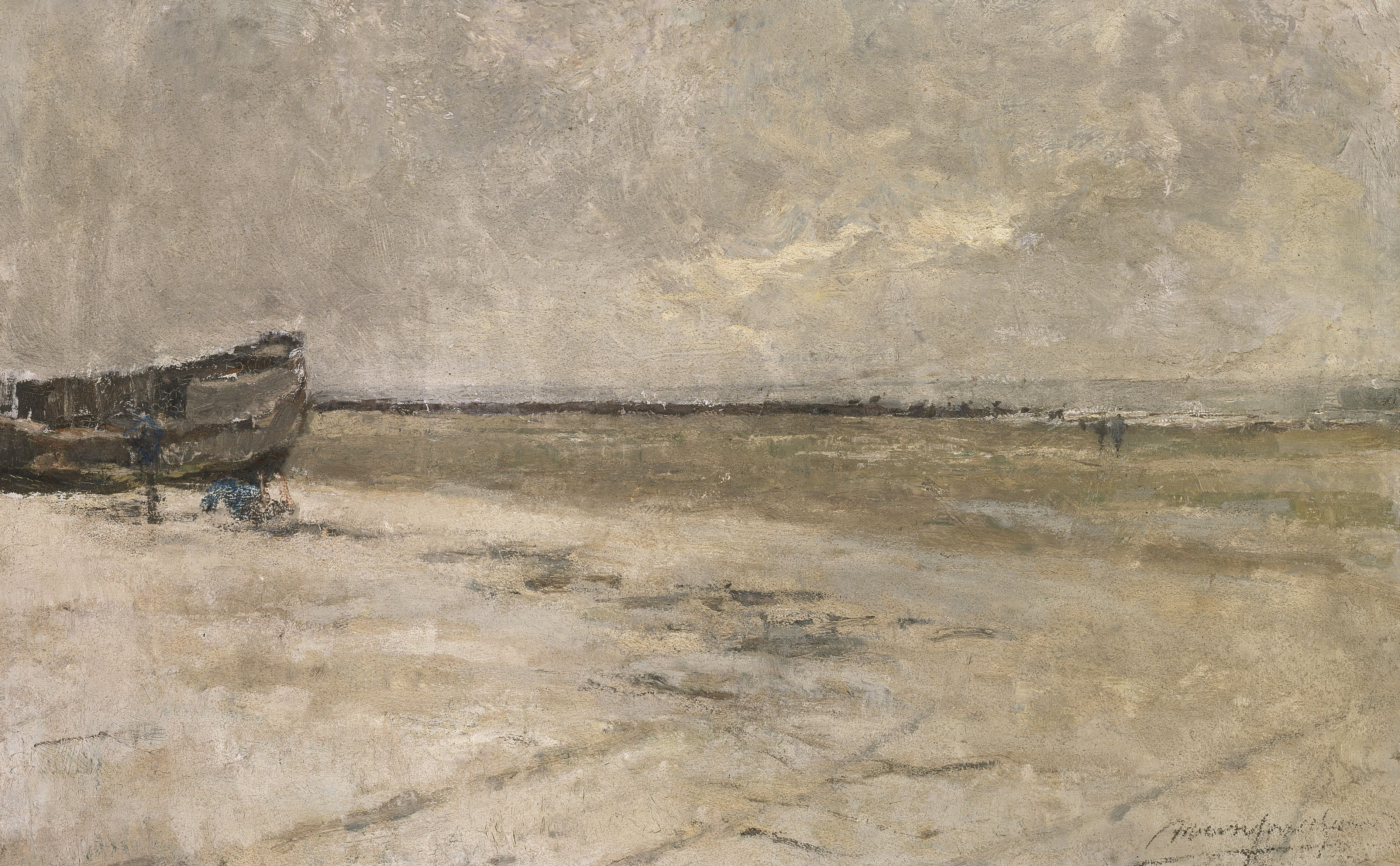
Coin de plage, temps gris (Vue sur la mer à La Panne)
Albert Baertsoen, vers 1888
Musée des Beaux-Arts de Gand

- Pier Kloeffe : marin pêcheur patron de La Panne (une bière, la Gouden Pier Kloeffe, porte désormais son nom).
- Albert Dumont : architecte, créateur de la station balnéaire de La Panne.
- Willy Coppens de Houthulst (1892-1986) : as des as de l'aviation belge de la Première Guerre mondiale, y a séjourné durant sa jeunesse durant laquelle il a créé un modèle de char à voile puis est venu s'y installer à la fin de la guerre.
- Morris : créateur du personnage de bandes dessinées Lucky Luke. Ses parents y possédaient une maison (rue Visserlaan). Il y venait en vacances dans sa jeunesse et y a habité plusieurs mois après la Seconde Guerre mondiale avec André Franquin.
- Émile Decroix (1904-1967), coureur cycliste, y est mort

## Sources

## Compléments